# Vinlandskartan

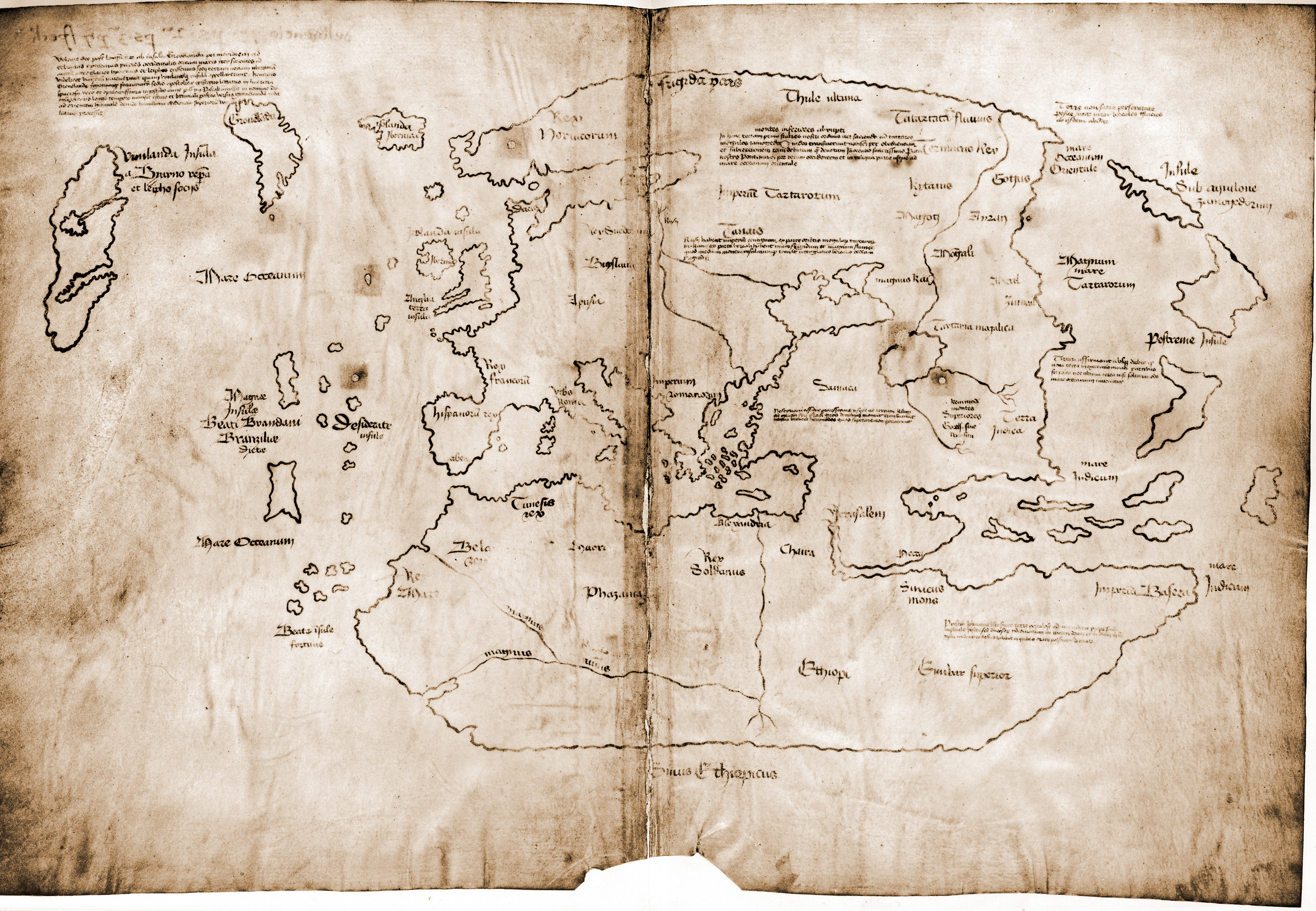
Vinlandskartan.

Vinlandskartan är en 27,8×41 cm stor världskarta med omtvistad äkthet. Den har uppgetts vara ritad på 1400-talet, innan Columbus 1492 upptäckte Nya världen, från en äldre 1200-talskarta. Förutom att den visar landmassan Vinland (Amerika), innehåller den också Afrika, Asien och Europa. Kartan återupptäcktes 1957, och såldes senare till amerikanska universitetet Yale. Värdet uppskattades år 2004 till cirka 24 miljoner USD.
Om kartan är äkta, ritades den sannolikt i ett Franciskanerkloster i Övre Rhenlandet under ett kyrkomöte i Basel år 1431-49. Kartan är bunden med, och refererar till, Giovanni de Piano Carpinis missionsresa i Mongoliet 1245-47 och är en del av den så kallade Tartar-rapporten.
Äktheten ifrågasattes då man fann spår av titandioxid-formen anatas i bläcket i ett parti av kartan. Syntetiseringen av titandioxid-pigment i färg började nämligen först framställas under 1920-talet. Dittills hade man aldrig förut funnit spår av anatas på förhistoriska pergament. Men sedermera, under ledning av doktor Thomas Cahill vid University of California i Davis, har man funnit att det är relativt vanligt att gammalt bläck ombildas till anatas. En åldersbestämning av pergamentet med radiokolmetoden ("kol-14-metoden") uppskattar att pergament tillverkades mellan åren 1411-1468. En analys utförd 2002, visar att delar av bläcket innehåller ingredienser som uppfanns 1923.
Kartan dök upp år 1957 då den överläts till antikbokhandlaren Laurence Witten. Han sålde den vidare till Yale-universitet för 1 miljon USD, vilka först i oktober 1965 offentliggjorde dess existens. Enligt Laurence såldes kartan av en man vid namn Enzo Ferrajoli från Barcelona, som inte ville avslöja den rätte ägaren eftersom det skulle kunna skada hans intressen.